# 11370 Nabrown
11370 Nabrown eller 1998 QD35 är en asteroid i huvudbältet som upptäcktes den 17 augusti 1998 av LINEAR i Socorro County, New Mexico. Den är uppkallad efter Nachelle Diane Brown.